# Kabinett Gunell

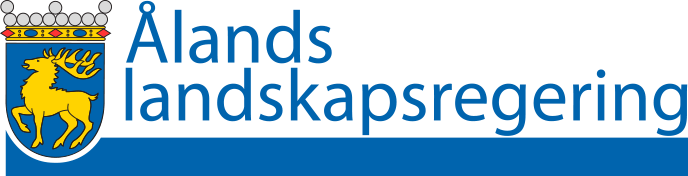
Logo der Åländischen Landschaftsregierung.

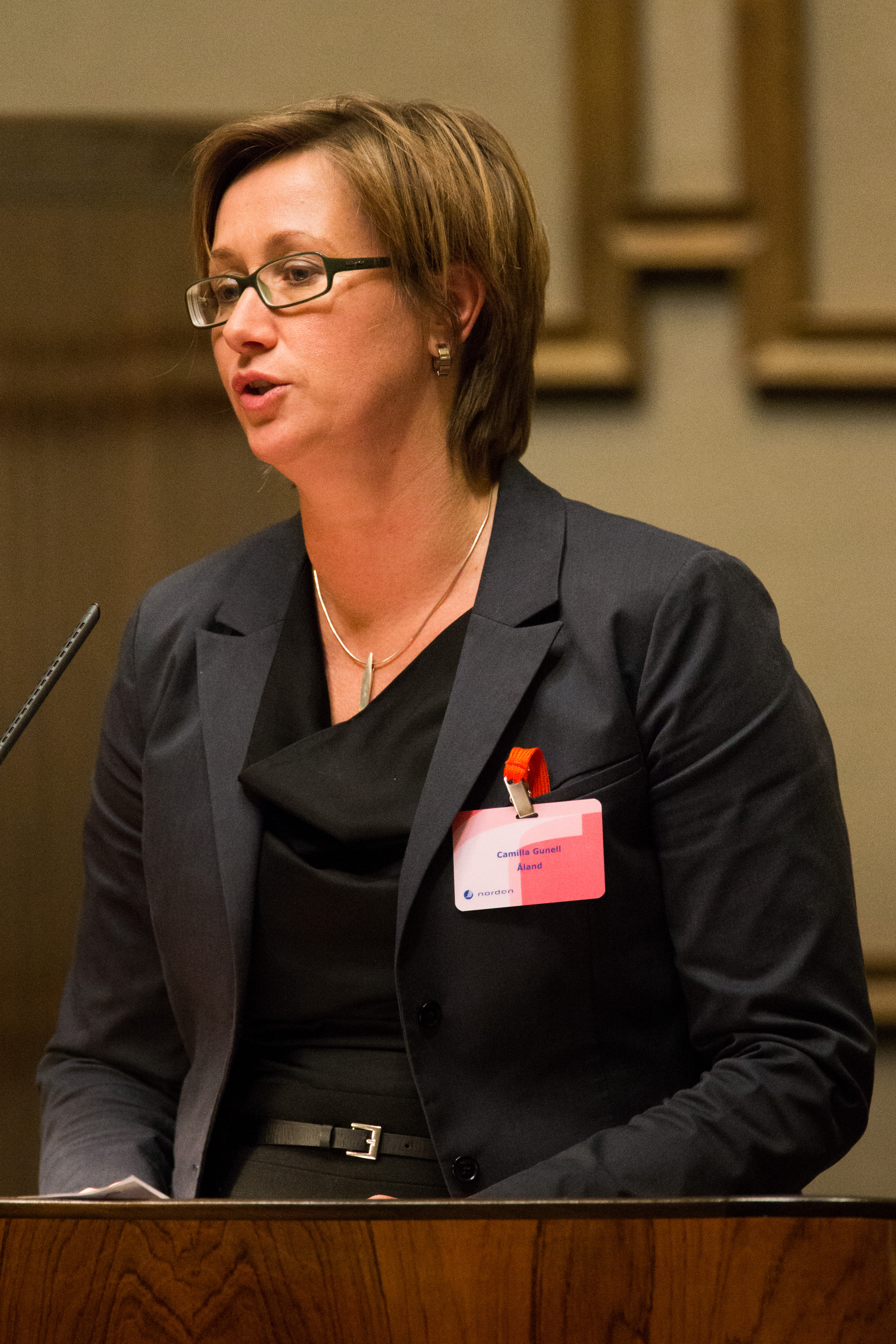
Camilla Gunell war von 2011 bis 2015 Lantråd von Åland.

Das Kabinett Gunell war von 2011 bis 2015 die Landschaftsregierung von Åland, eine mit weitgehender politischer Autonomie ausgestattete Landschaft Finnlands.
Die Regierung wurde am 25. November 2011 von Lantråd Camilla Gunell von den Ålands Sozialdemokraten ÅSD (Ålands socialdemokrater) gebildet und löste das Kabinett Viveka Eriksson ab.
Bei der vorausgegangenen Wahl vom 16. Oktober 2011 ging das Åländische Zentrum C (Åländsk Center) von Harry Jansson mit 23,6 (7 Mandate) als stärkste Fraktion  in der 30-köpfigen Lagting, dem Parlament von Åland, hervor, gefolgt von der Liberalen auf Åland LIB (Liberalerna på Åland) der bisherigen Lantråd Eriksson mit 20,2 Prozent (6 Sitze) und der ÅSD unter der neuen Vorsitzenden Camilla Gunell mit 18,6 Prozent (6 Mandate). Ferner gehörten dem Parlament die aus der FS hervorgegangene Moderate Sammlung für Åland MSÅ (Moderat samling för Åland) von Johan Ehn mit 14 Prozent (4 Sitze), die Ungebundene Sammlung auf Åland ObS unter Gun-Mari Lindholm mit 12,6 Prozent (4 Mandate) und Ålands Zukunft ÅF unter Anders Eriksson mit 9,9 Prozent (3 Sitze) an. Nach der Wahl bildete Camilla Gunell am 25. November 2011 das Kabinett Gunell, eine Koalitionsregierung aus ÅSD, C, ObS und MSÅ, die in der Lagting 21 der 30 Abgeordneten stellte.
Bei der darauf folgenden Wahl vom 18. Oktober 2015 errang die LIB von Katrin Sjögren mit 23,3 Prozent (7 Sitze) den ersten Platz, gefolgt vom C unter Harry Jansson mit 21,7 Prozent (7 Sitze) und den MSÅ von Johan Ehn mit 17,8 Prozent (5 Mandate). Weitere Parteien in der Lagting waren die ÅSD unter Lantråd Gunell mit 15,8 Prozent (5 Sitze), die ObS von Gun-Mari Lindholm mit 9,6 Prozent (3 Mandate), die ÅF des neuen Parteivorsitzenden Axel Jonsson mit 7,4 Prozent (2 Sitze) sowie der Åländischen Demokratie ÅD unter Stephan Toivonen, die mit 3,6 Stimmen (1 Mandat) erstmals im Parlament vertreten war. Nach der Wahl bildete Katrin Sjögren von den LIB am 25. November 2015 das Kabinett Sjögren I, eine Koalition aus LIB, MSÅ und ÅSD, die im Parlament mit 17 Sitzen vertreten war. Zuvor wurde sie mit 18 gegen fünf Stimmen von der Lagting zur neuen Lantråd von Åland gewählt.

## Mitglieder des Kabinetts
Der Regierung gehörten folgende Politiker an:
| Amt                    | Amtsinhaber                   | Partei | Partei | Beginn der Amtszeit                 | Ende der Amtszeit                   |
| ---------------------- | ----------------------------- | ------ | ------ | ----------------------------------- | ----------------------------------- |
| Lantråd                | Camilla Gunell                |        | ÅSD    | 25. November 2011                   | 25. November 2015                   |
| Vicelantråd Finanzen   | Roger Nordlund                |        | C      | 25. November 2011                   | 25. November 2015                   |
| Industrie              | Fredrik Karlström             |        | ObS    | 25. November 2011                   | 25. November 2015                   |
| Soziales und Umwelt    | Carina Aaltonen               |        | ÅSD    | 25. November 2011                   | 25. November 2015                   |
| Infrastruktur          | Veronica Thörnroos            |        | C      | 25. November 2011                   | 25. November 2015                   |
| Bildung und Kultur     | Johan Ehn                     |        | MSÅ    | 25. November 2011                   | 25. November 2015                   |
| Kanzleiangelegenheiten | Gun-Mari Lindholm Wille Valve |        | ObS    | 25. November 2011 25. November 2013 | 25. November 2013 25. November 2015 |